# 구고속도로
구고속도로(Gugosokdo-ro)는 경상남도 하동군 금남면 덕천리 하삼천과 사천시 곤양면 곤양 나들목을 잇는 경상남도의 도로이다. 과거 이 도로는 남해고속도로의 일부였기 때문에 '구고속도로'라는 명칭이 부여되었다.

## 역사
이 도로는 본래 남해고속도로의 일부였으며 1973년 11월 14일에 호남고속도로 전주 ~ 순천 구간과 함께 개통하였다. 그러다 1992년 11월 13일 광양 나들목 ~ 진주 나들목 구간이 왕복 4차선으로 확장 개통되면서 하동 나들목 ~ 곤양 나들목 구간에 폐도가 발생했다. 이 폐도 구간은 하동군과 사천시로 이양되어 일반도로로 전환되었고, 그 구간이 지금까지 이어지고 있다.
- 2009년 7월 2일 : 2개 이상 시·군에 걸쳐 있는 도로로 구고속도로를 고시[3]

## 주요 경유지
경상남도
- 하동군 금남면 덕천리 하삼천마을 - 진교면 안심리 - (정동원길) - 백련리 - 구 진교 나들목 (~1992) - 진교면 - 사천시 서포면 금진리 - 밤치재 - 곤양면 곤양 나들목 사거리

## 사진
구 남해고속도로 구고속도로 구간
- 구 남해고속도로 밤치재 구간 (사천시 곤양면 맥사리~서포면 금진리)
- 구 남해고속도로 하동군 진교면 구간 (이하 동일)
- 구 진교 입체 나들목 (1984~1992)
- 구 진교 입체 나들목 (1984~1992)

## 같이 보기
- 남해고속도로